# Tadeusz Wilkosz

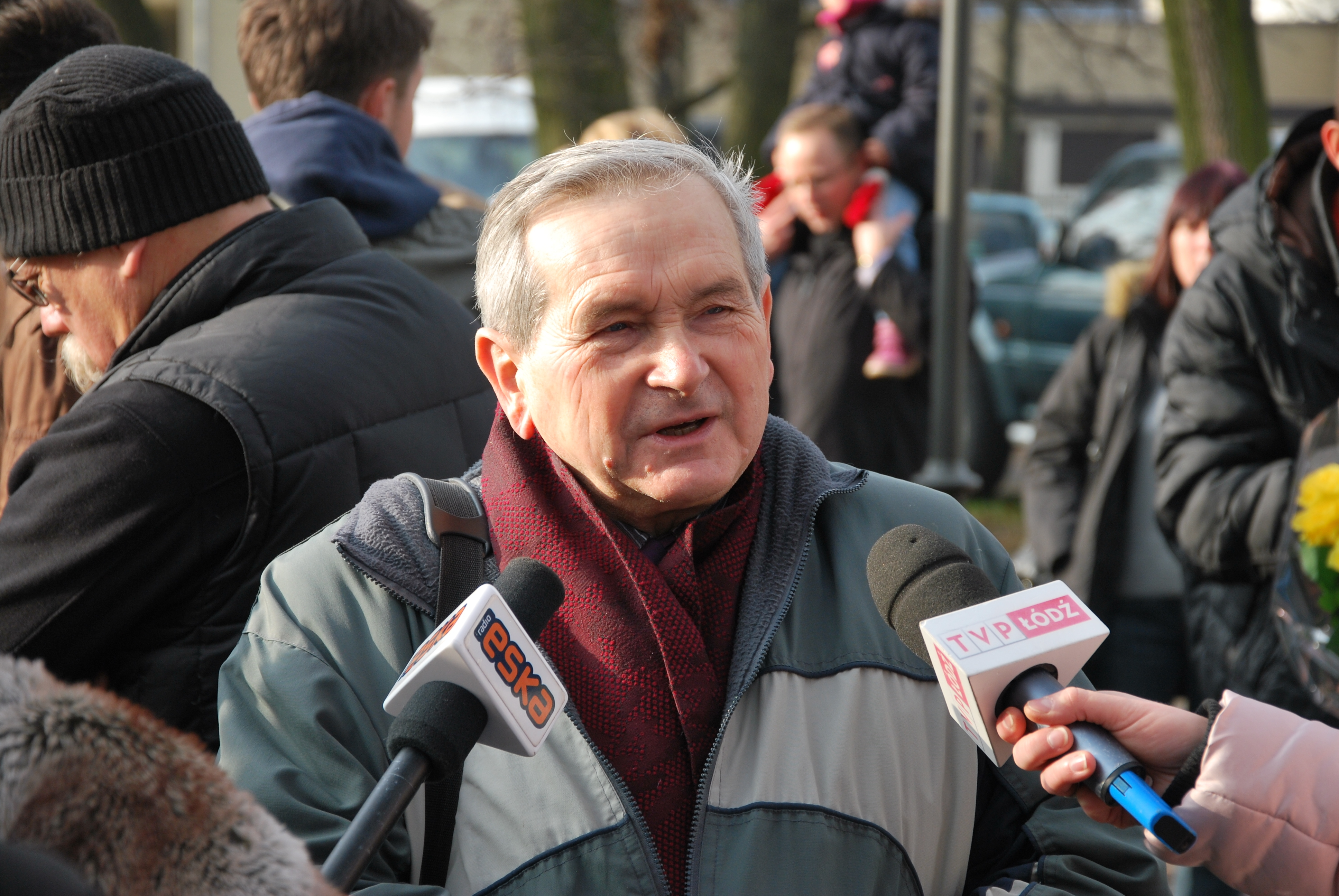
Tadeusz Wilkosz podczas odsłonięcia rzeźby „Trzy Misie” w Łodzi, 25 listopada 2012

Tadeusz Wilkosz (ur. 9 marca 1934 w Krakowie) – reżyser filmów animowanych, scenarzysta i scenograf. Zajmuje się głównie animacją lalkową.

## Życiorys
W 1956 ukończył studia na Wydziale Grafiki Filmowej w Wyższej Szkole Przemysłu Artystycznego w Pradze. Po praktyce w czeskich studiach filmów animowanych rozpoczął pracę w Studiu Filmów Lalkowych w Tuszynie, przekształconym później w Studio Małych Form Filmowych Se-ma-for. W roku 1959 zadebiutował filmem Mysie figle. Jako reżyser zrealizował w Se-ma-forze ponad 30 filmów lalkowych, następnych 100 powstało pod jego kierownictwem artystycznym, przy współudziale scenariuszowym i autorstwie projektów plastycznych. Od 1968 roku należał do PZPR. 
Jest ojcem (scenariusz, scenografia, kierownictwo artystyczne, reżyseria niektórych odcinków) ulubionych bohaterów trzech telewizyjnych seriali dla dzieci: Przygody Misia Colargola, Trzy Misie i Pingwin Pik-Pok. Jego filmy docenione zostały zarówno w kraju, jak i na świecie, zdobywając liczne nagrody i wyróżnienia.
Jest jednym z bohaterów książki Jerzego Armaty Anima. Mistrzowie polskiej animacji (wyd. EGoFILM, Warszawa 2025).

## Filmografia pełnometrażowa
- Colargol na Dzikim Zachodzie (1977)
- Colargol zdobywcą kosmosu (1978)
- Colargol i cudowna walizka (1979)
- Niezwykłe przygody pluszowych misiów (1990)
- Mamo, czy kury potrafią mówić? (1997)
- Tajemnica kwiatu paproci (2004) – jest to 134 pozycja w filmografii reżysera i jego 6 film pełnometrażowy

## Ordery i odznaczenia
- Krzyż Kawalerski Orderu Odrodzenia Polski
- Złoty Krzyż Zasługi
- Medal 40-lecia Polski Ludowej
- Złoty Medal „Zasłużony Kulturze Gloria Artis” (2008)[2]

Źródło:.

## Nagrody
- III Nagroda „Brązowy Smok Wawelski” na I Ogólnopolskim Festiwalu Filmów Krótkometrażowych w Krakowie w kategorii filmów animowanych za film anim. Nie drażnić lwa (1961)
- „Błękitna Wstęga” na FF Oświatowych w Nowym Jorku za najlepszy film dla dzieci Dick i jego kot (1966)
- Wyróżnienie Międzynarodowego Ewangelickiego Centrum Filmowego na XVI Międzynarodowym Festiwalu Filmowym w Mannheim za film anim. Worek (1967)
- Dyplom Honorowy na Wiedeński Międzynarodowym Festiwalu Filmowym Viennale za film Dick i jego kot (1967)
- Nagroda Jury Dziecięcego „Marcinek” na Międzynarodowym Festiwalu Filmów Młodego Widza „Ale Kino!” w Poznaniu za film Kowal i bieda (1971)
- Nagroda Miasta Łodzi dla realizatorów serialu anim. Przygody Misia Colargola (1972)
- „Złota Kurka” na MFF dla Dzieci i Młodzieży w Paryżu za serial anim. Przygody Misia Colargola (1972)
- Nagroda Prezesa Rady Ministrów za twórczość dla dzieci dla zespołu realizatorów serialu anim. Przygody Misia Colargola (1974)
- Nagroda im. Zenona Wasilewskiego dla najlepszego filmu animowanego dla dzieci Colargol na Dzikim Zachodzie (1977)
- I Nagroda na XIX Międzynarodowym Festiwalu Filmów Krótkometrażowych w Tampere za film Smok Barnaba (1978)
- Nagroda Specjalna na Międzynarodowym Festiwalu Filmów Młodego Widza „Ale Kino!” w Poznaniu za walory obrazowe filmu Smok Barnaba (1979)
- Nagroda dwutygodnika „Sowietski Ekran” za film anim. Colargol zdobywcą kosmosu (1982)
- „Srebrny Słonecznik” na Festiwalu Filmów Seryjnych dla Dzieci w Gołańczy za Pożegnalny bal - odcinek serialu anim. Trzy Misie (1987)
- Nagroda Prezesa Rady Ministrów za twórczość dla dzieci i młodzieży - za wybitne osiągniecia w realizacji filmów dla dzieci (1988)
- Nagroda Ministra Kultury Egiptu za całokształt twórczości i wybitne osiągnięcia w filmie dziecięcym na XV Międzynarodowym Festiwalu Filmów Dziecięcych w Kairze (2005)
- Nagroda „Piotrusia” na I Se-Ma-For Film Festival w Łodzi za "za wybitne i innowacyjne osiągnięcia w dziedzinie filmu animowanego, szczególnie lalkowego" (2010)
- „Platynowe Koziołki” na 30. Międzynarodowym Festiwalu Filmów Młodego Widza „Ale Kino!” w Poznaniu (2012)
- Nagroda ZAiKS-u za całokształt twórczości dla dzieci (2013)[4]
- tytuł „Honorowego Obywatela Animacji - Krainy Nieograniczonych Możliwości” na II Ogólnopolskim Festiwalu Polskiej Animacji O!pla (2014)
- Nagroda Stowarzyszenia Filmowców Polskich za całokształt osiągnięć artystycznych (2014)

Źródło:.